# Dobrotwór (stacja kolejowa)
Dobrotwór (ukr. Добротвір, ros. Добротвор) – stacja kolejowa w miejscowości Kozaki, w rejonie szeptyckim, w obwodzie lwowskim, na Ukrainie. Leży na linii Lwów – Sapieżanka – Kowel. Nazwa pochodzi od pobliskiego miasteczka Dobrotwór.
Do 2024 w rejonie czerwonogrodzkim.
Stacja istniała przed II wojną światową.